# USS Pensacola (CA-24)
USS Pensacola (CL/CA-24) là một tàu tuần dương hạng nặng của Hải quân Hoa Kỳ, là chiếc dẫn đầu trong lớp của nó, và là chiếc tàu chiến thứ ba của Hải quân Hoa Kỳ được đặt cái tên này, vốn được đặt theo thành phố Pensacola, Florida. Trong Chiến tranh Thế giới thứ hai, Bông hồng Tokyo đã đặt cho nó biệt danh "Grey Ghost" (Bóng ma xám); và cũng trong cuộc chiến tranh này mà nó được tặng thưởng 13 Ngôi sao Chiến trận do các thành tích hoạt động. Sau chiến tranh, nó được dùng làm mục tiêu cho việc thử nghiệm bom nguyên tử, và cuối cùng bị đánh chìm ngoài khơi bờ biển Washington vào năm 1948.

## Thiết kế và chế tạo
Pensacola được đặt lườn như là chiếc CL-24 tại Xưởng hải quân New York vào ngày 27 tháng 10 năm 1926. Nó được hạ thủy vào ngày 25 tháng 4 năm 1929, được đỡ đầu bởi Bà Josephine K. Seligman; và được cho nhập biên chế vào ngày 6 tháng 2 năm 1930 dưới quyền chỉ huy của hạm trưởng, Đại tá Hải quân Alfred G. Howe.

## Lịch sử hoạt động

### Những năm giữa hai cuộc thế chiến
Pensacola rời New York ngày 24 tháng 3 năm 1930 cho chuyến đi chạy thử máy, đi qua kênh đào Panama để hướng đến Callao, Peru, và Valparaíso, Chile, trước khi quay trở về New York vào ngày 5 tháng 6. Trong bốn năm tiếp theo sau, nó hoạt động tại khu vực dọc theo bờ Đông Hoa Kỳ và tại vùng biển Caribe, nhiều lần băng qua kênh đào Panama để tham gia tập trận phối hợp hạm đội, trải dài từ bờ biển California đến tận vùng biển Hawaii. Theo quy ước mới của Hiệp ước Hải quân London, con tàu được xếp lại lớp như một tàu tuần dương hạng nặng vào ngày 1 tháng 7 năm 1931, mang ký hệu lườn CA-24.
Pensacola rời Norfolk vào ngày 15 tháng 1 năm 1935 để gia nhập Hạm đội Thái Bình Dương, đi đến cảng nhà mới của nó là San Diego vào ngày 30 tháng 1. Các cuộc tập trận hạm đội kéo dài cho đến Hawaii, và một chuyến đi từng đưa nó đến Alaska, cũng như quay lại vùng biển Caribe một thời gian ngắn để tập trận phối hợp hạm đội, cho đến khi lên đường vào ngày 5 tháng 10 năm 1939 đi đến căn cứ mới tại Trân Châu Cảng, đến nơi vào ngày 12 tháng 10. Pensacola là một trong số sáu tàu chiến đầu tiên được trang bị kiểu radar mới RCA CXAM vào năm 1940. Các cuộc cơ động thực tập thường đưa con tàu đến Midway và French Frigate Shoals, và nó cũng thực hiện một chuyến đi đến Guam.

### 1941-1942
Pensacola rời Trân Châu Cảng vào ngày 29 tháng 11 năm 1941 cùng với cái được gọi là "Đoàn tàu vận tải Pensacola" hướng đến Manila thuộc Philippines. Sau khi cuộc tấn công Trân Châu Cảng xảy ra, đoàn tàu được chuyển hướng đến Australia, vào cảng Brisbane ngày 22 tháng 12 năm 1941. Pensacola quay trở về Trân Châu Cảng vào ngày 19 tháng 1 năm 1942, rồi lại ra khơi vào ngày 5 tháng 2 để tuần tra con đường tiếp cận đến quần đảo Samoa. Ngày 17 tháng 2 năm 1942, nó gặp gỡ Lực lượng Đặc nhiệm 11 ngoài khơi Samoa, được thành lập chung quanh chiếc tàu sân bay Lexington (CV-2).
Gần quần đảo Bougainville, các xạ thủ phòng không trên Pensacola đã giúp đẩy lùi hai đợt máy bay ném bom Nhật Bản vào ngày 20 tháng 2. Không con tàu nào bị hư hại, trong khi hỏa lực phòng không từ các con tàu và máy bay tiêm kích tuần tra chiến đấu trên không của Lexington đã bắn rơi 17 trong số 18 máy bay tấn công.
Pensacola tiếp tục trợ giúp bảo vệ Lexington trong chuyến đi tuần tra tấn công tại biển Coral cho đến khi tàu sân bay Yorktown (CV-5) gia nhập lực lượng đặc nhiệm vào ngày 6 tháng 3. Các tàu chiến Mỹ hướng đến vịnh Papua, nơi mà vào ngày 10 tháng 3, Lexington tung máy bay của nó ra trong một cuộc không kích vượt qua dãy núi Owen Stanley nhắm vào tàu bè và các cơ sở Nhật Bản tại Salamaua và Lae. Cuộc tấn công bất ngờ đã gây ra thiệt hại nặng cho đối phương. Sau đó lực lượng đặc nhiệm đổi hướng đến Nouméa, New Caledonia để tiếp liệu. Pensacola tuần tra cùng với lực lượng đặc nhiệm của Yorktown cho đến ngày 8 tháng 4, rồi quay về Trân Châu Cảng ngang qua Samoa, đến nơi vào ngày 21 tháng 4. Nó cùng với chiếc tàu sân bay Enterprise (CV-6) làm nhiệm vụ vận chuyển Phi đội Tiêm kích 212 Thủy quân Lục chiến đến Efate thuộc quần đảo New Hebrides rồi quay trở về Trân Châu Cảng vào ngày 26 tháng 5.
Pensacola rời Trân Châu Cảng vào ngày 28 tháng 5 cùng với lực lượng đặc nhiệm của Enterprise đến một điểm hẹn về phía Đông Bắc Midway vào ngày 2 tháng 6 để gặp gỡ Lực lượng Đặc nhiệm 17. Hai ngày sau, khi Hạm đội Liên hợp Nhật Bản tiến vào phạm vi hoạt động của các tàu sân bay Mỹ, trận Midway đã diễn ra.
Những máy bay ném ngư lôi và máy bay ném bom bổ nhào dưới quyền Chuẩn đô đốc Raymond A. Spruance đã tấn công các tàu sân bay Nhật Bản. Akagi và Kaga ngập chìm trong lửa, và Sōryū bị hư hại nặng. Chiếc tàu sân bay thứ tư Hiryū, vẫn còn tự do, tung các đợt tấn công nhắm vào Yorktown, và các tàu sân bay Mỹ cũng phản công, đánh trúng tàu sân bay bay đối phương nhiều phát làm nó cũng bốc cháy. Cùng lúc đó, Yorktown phải đang chiến đấu để tồn tại sau khi bị đánh trúng ba quả bom, và Pensacola được tách ra khỏi lực lượng hộ tống Enterprise để giúp đỡ chiếc tàu sân bay bị nạn. Trong khi đang cố gắng trợ giúp Yorktown, bản thân chiếc tàu tuần dương bị một quả ngư lôi đánh trúng bếp ăn. Yorktown chết đứng giữa biển khi Pensacola đến được, và chiếc tàu tuần dương đã trợ giúp bắn rơi bốn máy bay ném ngư lôi đối phương trong một đợt tấn công thứ hai. Cho dù mọi nỗ lực đã được thực hiện, Yorktown bị đánh trúng hai quả ngư lôi ở giữa tàu và bị buộc phải bỏ lại. Pensacola gia nhập trở lại lực lượng hộ tống Enterprise nhằm truy đuổi lực lượng Nhật Bản đang rút lui.
Pensacola quay trở về Trân Châu Cảng vào ngày 13 tháng 6, rồi lại cùng với Enterprise khởi hành vào ngày 22 tháng 6, vận chuyển 1.157 người thuộc Liên đội Không lực 22 Thủy quân Lục chiến đến Midway. Nó tiến hành tuần tra và huấn luyện tại vùng biển Hawaii cho đến ngày 7 tháng 8. Khi Thủy quân Lục chiến tiến hành các trận đánh tại Guadalcanal để chiếm và duy trì một căn cứ không quân tại đây, chiếc tàu tuần dương lên đường hộ tống các tàu sân bay Saratoga (CV-3), Hornet (CV-8) và Wasp (CV-7) hướng đến khu vực quần đảo Solomon hỗ trợ lực lượng Thủy quân Lục chiến trong chiến dịch ác liệt này. Trong một vùng biển đầy dẫy tàu ngầm đối phương, ngư lôi đã làm hư hại Saratoga vào ngày 31 tháng 8 và đánh chìm Wasp vào ngày 15 tháng 9.
Pensacola đi đến Nouméa, New Caledonia vào ngày 26 tháng 9, và lên đường cùng với Hornet vào ngày 2 tháng 10 để tấn công lực lượng đối phương tại khu vực Santa Isabel–Guadalcanal. Đến ngày 24 tháng 10, đội đặc nhiệm của Hornet gặp gỡ Enterprise và lực lượng phối hợp này lên đường để đánh chặn những tàu chiến đối phương đang tiến đến gần khu vực Guadalcanal-Tulagi.
Ngày 26 tháng 10 năm 1942, máy bay trinh sát phát hiện một tàu sân bay và một đội hình thiết giáp hạm đối phương đang tiếp cận, đưa đến trận chiến quần đảo Santa Cruz, vốn diễn ra mà không có sự đối mặt trực tiếp giữa các lực lượng tàu nổi đối địch. Các đợt không kích đã gây hư hại nặng cho các tàu sân bay Zuihō và Shōkaku cũng như đánh chìm tàu tuần dương Yura. Không kích cũng đã gây hư hại cho thiết giáp hạm Kirishima và các tàu chiến đối phương khác.
Pensacola đã giúp đỡ vào việc đánh trả các đợt tấn công phối hợp của máy bay ném bom bổ nhào và máy bay ném ngư lôi đối phương, vốn đã làm hư hại nặng Hornet đến mức nó bị buộc phải bỏ lại. Trong vòng vài phút sau đợt tấn công nhắm vào Hornet, 24 máy bay ném bom bổ nhào đã ném 23 quả bom nhắm vào Enterprise trong một đợt tấn công khác. Cho dù bị hư hại, "Fighting Lady" vẫn tung ra một số lượng lớn máy bay của Hornet cũng như của chính nó.
Pensacola đón lên tàu 188 người còn sống sót từ chiếc Hornet, và đã đưa họ lên bờ tại Nouméa vào ngày 30 tháng 10 năm 1942. Lực lượng đặc nhiệm đã đẩy lui một nỗ lực khác của Nhật Bản hòng tái chiếm Guadalcanal, đánh chìm Yura và làm hư hại một số tàu chiến chủ lực khác. Các tàu sân bay Nhật cũng bị tổn thất 123 máy bay.
Pensacola khởi hành từ Nouméa vào ngày 2 tháng 11 năm 1942 để bảo vệ các tàu vận tải đang chuyển binh lính Thủy quân Lục chiến tăng cường cùng hàng tiếp liệu đến vịnh Aola thuộc Guadalcanal. Nó đã giúp bảo vệ cho chiếc Enterprise trong trận Hải chiến Guadalcanal trong các ngày 12-13 tháng 11. Máy bay của Enterprise gã góp phần vào việc đánh chìm thiết giáp hạm Hiei, một tàu tuần dương, ba tàu khu trục và mười một tàu phụ thuộc; cùng làm hư hại bốn tàu tuần dương và bốn tàu khu trục.

### Trận Tassafaronga

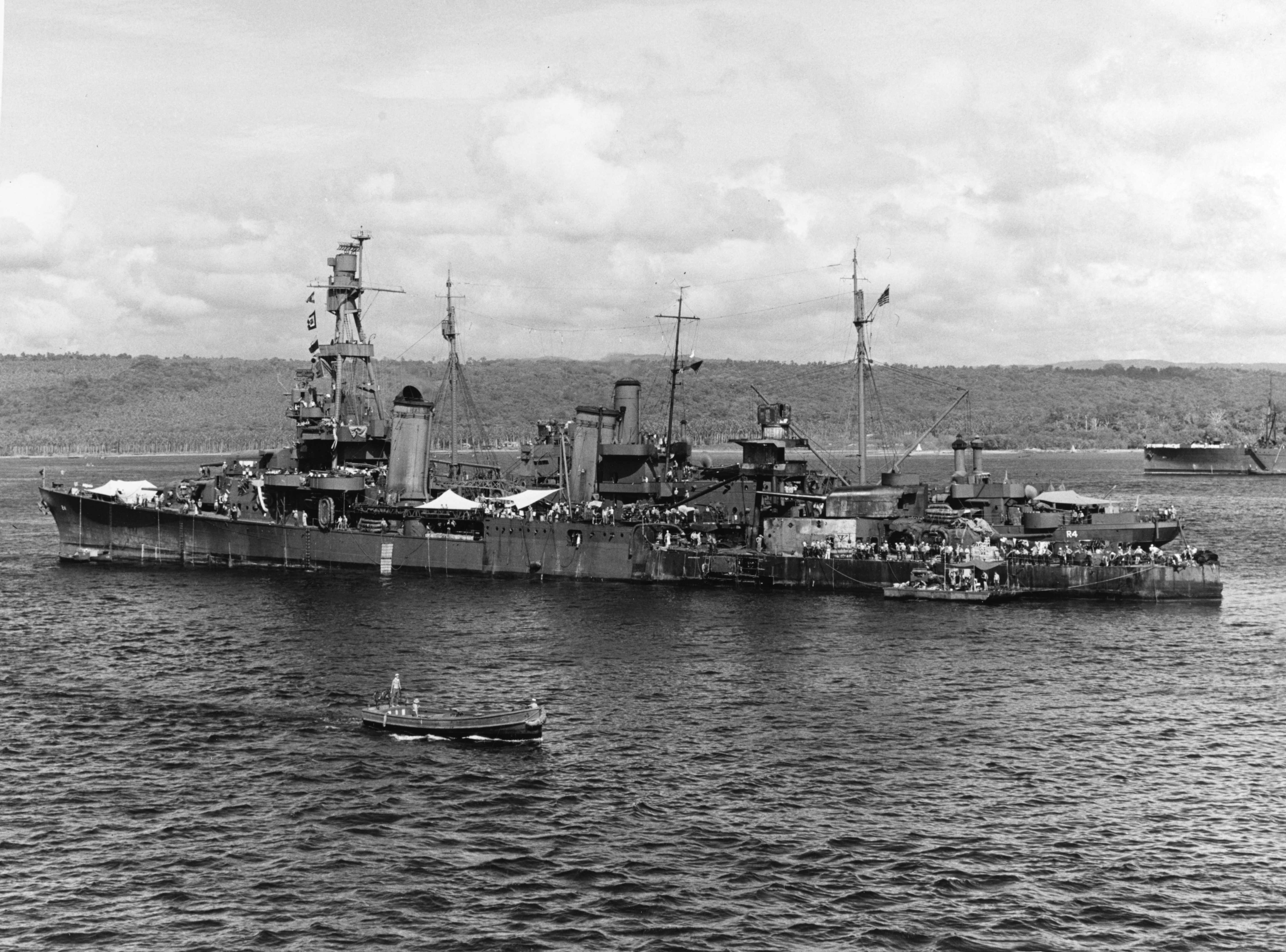
USS Pensacola một ngày sau khi bị hư hại nặng bởi ngư lôi Nhật Bản ngoài khơi Tassafaronga

Pensacola quay trở về Espiritu Santo để gia nhập Lực lượng Đặc nhiệm 67 dưới quyền chỉ huy của Chuẩn Đô đốc Carleton H. Wright. Vào ngày 29 tháng 11, lực lượng đặc nhiệm lên đường để đánh chặn một lực lượng tàu khu trục và tàu vận tải Nhật Bản được dự đoán sẽ xuất hiện ngoài khơi Guadalcanal tối hôm sau. Ngay trước nữa đêm ngày 30 tháng 11, các tàu chiến Mỹ băng qua eo biển Lengo đi ngang ngoài khơi sân bay Henderson tại Guadalcanal trong khi lực lượng Nhật Bản di chuyển về hướng Nam về phía Tây đảo Savo để đi vào "eo biển đáy sắt."
Hai lực lượng đối địch đã giao chiến với nhau trong trận Tassafaronga. Các tàu khu trục Mỹ đã phóng ngư lôi vào đội hình đối phương khi còn cách đội hình của Pensacola năm dặm; và giờ đây ánh lửa của đạn pháo và pháo sáng làm rực rỡ cả vùng trời tối mực. Tàu khu trục Takanami bị bắn trúng nhiều phát, bốc cháy và nổ tung. Tàu tuần dương hạng nặng Minneapolis (CA-36) trúng hai quả ngư lôi phía mũi tàu và bị hư hại nặng tháp chỉ huy phía trước, nhưng nó vẫn tiếp tục chiến đấu. Tàu tuần dương hạng nặng New Orleans (CA-32) tiến đến gần để hỗ trợ Minneapolis, và đi ngay vào đường đi của một quả ngư lôi đối phương, làm hư hại phần trước của con tàu.
Pensacola bẻ lái sang trái để tránh va chạm với hai tàu chiến Mỹ bị hư hại ngay trước mũi của nó. Bóng dáng của nó bị soi rõ bởi các tàu tuần dương Mỹ đang bốc cháy, và nó chịu đựng hỏa lực của dàn tàu chiến Nhật. Một trong số 18 quả ngư lôi phóng bởi các tàu khu trục Nhật đánh trúng ngay bên dưới cột ăn-ten chính bên mạn trái, phòng động cơ bị ngập nước, ba tháp pháo bị loại khỏi vòng chiến, và các thùng chứa nhiên liệu của nó bị vỡ khiến một đám cháy bùng lên cạnh cột ăn-ten. Cùng lúc đó, tàu tuần dương hạng nhẹ Honolulu (CL-48) cơ động tối đa ở tốc độ 30 kn (56 km/h), các khẩu pháo của nó tiếp tục bắn với tốc độ cao khi nó thoát ra khỏi cái bẫy. Chiếc tàu tuần dương cuối cùng trong hàng, Northampton (CA-26), trúng phải hai quả ngư lôi và chịu đựng sự thiệt hại trên một diện rộng.
Đám cháy dầu lan rộng trên sàn chính phía sau của Pensacola nơi các quả ngư lôi và đạn súng máy phát nổ. Chỉ nhờ những nỗ lực to lớn cùng kỹ năng kiểm soát hư hỏng của thủy thủ đoàn dũng cảm đã cứu được con tàu. Đám cháy, thỉnh thoảng bùng lên bởi những vụ nổ khủng khiếp bởi đạn pháo 8 inch của tháp pháo số 3, dần dần được dập tắt. Pensacola lết dần được về hướng Tulagi, và nó đến nơi trong khi các đám cháy chưa hoàn toàn tắt hẳn. Sau 12 giờ các đám cháy mới được dập tắt hoàn toàn. Có bảy sĩ quan và 118 thủy thủ tử trận, một sĩ quan và 67 người khác bị thương.
Được ngụy trang cây lá như một phần của hòn đảo, Pensacola tiến hành các sửa chữa tại cảng Tulagi, đủ để cho phép nó di chuyển an toàn đến Espiritu Santo thuộc New Hebride. Nó đến nơi vào ngày 6 tháng 12 để được sửa chữa khẩn cấp bởi tàu sửa chữa Vestal (AR-4), cho đến khi nó lên đường vào ngày 7 tháng 1 năm 1943, đi ngang qua Samoa để quay về Trân Châu Cảng, và đến nơi vào ngày 27 tháng 1. Việc sửa chữa con tàu tại đây kéo dài hơn mười tháng.

### 1944

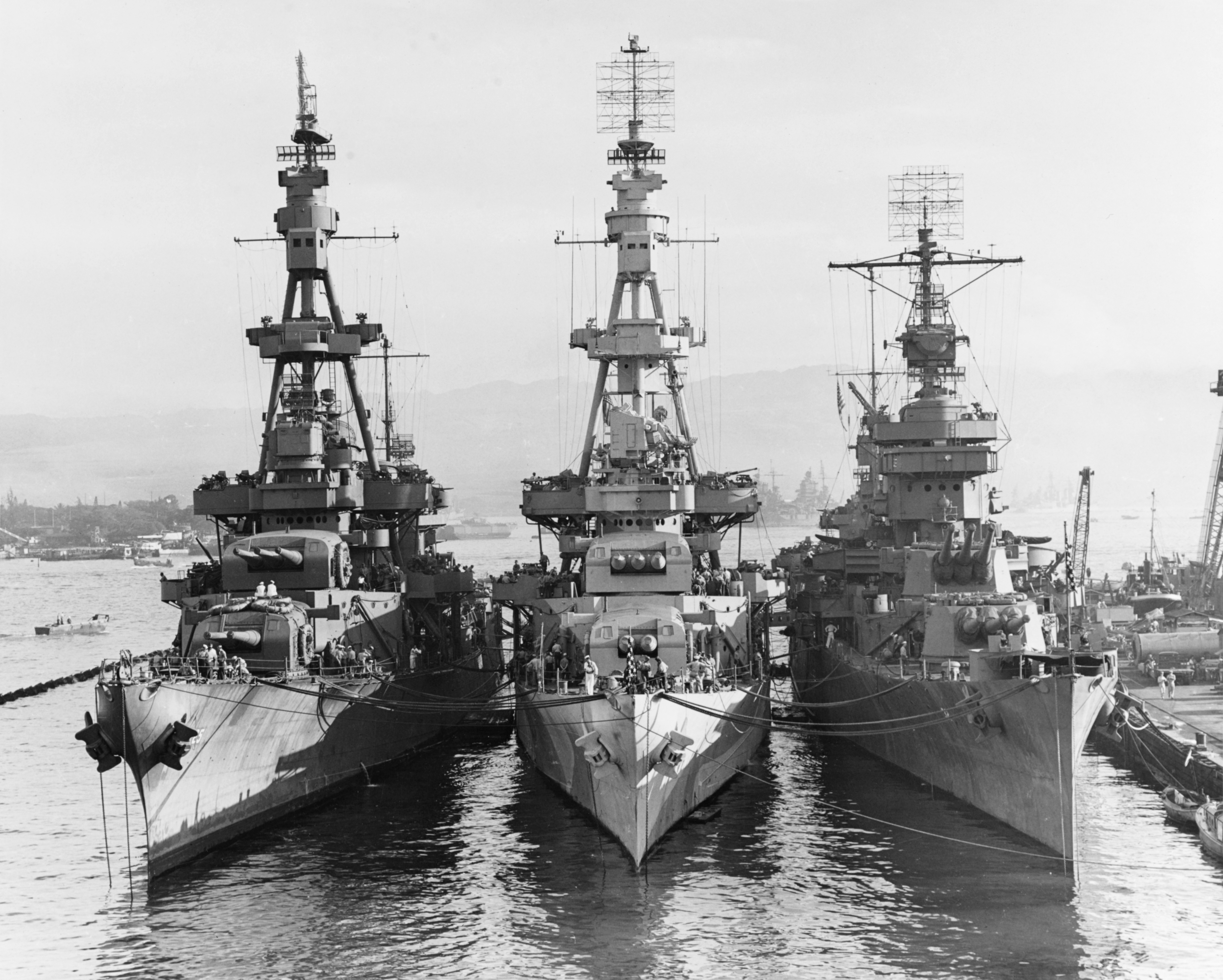
Từ trái sang phải:, Pensacola và New Orleans tại Trân Châu Cảng, năm 1943

Vào ngày 8 tháng 11 năm 1943, Pensacola khởi hành từ Trân Châu Cảng hộ tống các tàu sân bay của Lực lượng Tấn công phía Nam. Ngày 19 tháng 11, Pensacola tiến hành bắn pháo xuống Betio và Tarawa. Nó đã nả khoảng 600 quả đạn pháo 8-inch để vô hiệu hóa các khẩu đội phòng thủ duyên hải đối phương, phá hủy các công trình phòng ngự bãi biển và nhiều tòa nhà. Khi lực lượng đổ bộ lên Tarawa tác chiến trên bờ trong ngày 20 tháng 11, chiếc tàu tuần dương đã hộ tống cho các tàu sân bay tung các đợt không kích để hỗ trợ cuộc đổ bộ. Đêm hôm đó, nó đánh trả các máy bay ném ngư lôi Nhật Bản và trợ giúp tàu sân bay hạng nhẹ Independence (CVL-22) tiến vào Funafuti thuộc quần đảo Ellice. Trong hai tháng tiếp theo sau, nó hoạt động từ căn cứ này để hộ tống các tàu sân bay trong hoạt động chuyển tiếp lực lượng tăng cường và hàng tiếp liệu đến quần đảo Gilbert.
Vào ngày 29 tháng 1 năm 1944, Pensacola bắt đầu nả pháo tấn công nhằm tiêu diệt không quân và tàu bè Nhật Bản tại quần đảo Marshall. Đêm hôm đó, nó bắn pháo xuống Tarao thuộc khu vực phía Đông quần đảo Marshall. Nó dội pháo xuống đường băng sân bay, bệ phóng thủy phi cơ, kho đạn và các căn cứ trên Wotje. Nó tiếp tục bắn pháo vào các mục tiêu này trong khi lực lượng Thủy quân Lục chiến và Lục quân đổ bộ vào ngày 31 tháng 1 để chiếm các đảo san hô Kwajalein và Majuro. Cuộc tấn công quần đảo Marshall tiếp tục vào ngày 1 tháng 2 khi lực lượng Thủy quân Lục chiến chiếm được quần đảo Roi và Namur. Pensacola tiếp tục tấn công mạnh vào Tarao, đảo san hô Maloelap cho đến ngày 18 tháng 2, phá hủy các công sự phòng thủ bờ biển và sân bay đối phương tại khu vực phía Đông quần đảo Marshall. Hoạt động từ Majuro và Kwajalein, nó tiếp tục tuần tra các ngã đường tiếp cận Marshall. Một lần nữa chiếc tàu tuần dương lại hộ tống các tàu sân bay nhanh thực hiện không kích lên quần đảo Caroline từ ngày 30 tháng 3 đến ngày 1 tháng 4, chống lại hệ thống phòng ngự Nhật Bản tại Palau, Yap, Ulithi và Woleai.
Pensacola rời Majuro vào ngày 25 tháng 4 đi ngang qua Trân Châu Cảng và đảo Mare để hoạt động tại khu vực Bắc Thái Bình Dương, đi đến vịnh Kuluk vào ngày 27 tháng 5. Ngày 13 tháng 6, nó gia nhập một lực lượng đặc nhiệm tàu tuần dương-tàu khu trục có nhiệm vụ phá hủy các sân bay tại Matsuwa thuộc quần đảo Kuril. Sáng sớm ngày 26 tháng 6, nó bắn 300 quả đạn pháo 8 inch nhắm vào tàu bè sân bay và các cơ sở quân sự tại Kurabu Zaki, Paramushir thuộc Kurile, rồi quay trở về vịnh Kuluk vào ngày 28 tháng 6. Pensacola tiếp tục tuần tra tại vùng biển Alaska cho đến khi rời vịnh Kuluk vào ngày 8 tháng 8 quay trở về Hawaii.
Pensacola về đến Trân Châu Cảng vào ngày 13 tháng 8 để rồi lại trở ra khơi vào ngày 29 tháng 8. Trên đường đi đến quần đảo Mariana, nó tham gia một đợt tấn công bằng máy bay và hải pháo xuống đảo Wake trong ngày 3 tháng 9. Đến ngày 9 tháng 10, nó phá hủy trạm vô tuyến chính cùng các cơ sở khác trên đảo Marcus. Pensacola cùng các tàu tuần dương khác và tàu khu trục tung ra một đợt tấn công nghi binh nhằm thu hút sự chú ý của đối phương khỏi lực lượng chủ lực của Đệ Tam hạm đội dưới quyền Đô đốc William Halsey Jr., khiến phía Nhật Bản tin rằng quần đảo Bonin là mục tiêu tiếp theo của Đồng Minh. Cùng lúc đó, các đơn vị của đô đốc Halsey tiến về Philippines trong khi lực lượng tàu sân bay nhanh phá hủy các căn cứ không quân và hải quân đối phương tại Okinawa và Đài Loan.
Pensacola gặp gỡ các đơn vị của lực lượng đặc nhiệm tàu sân bay nhanh đang quay trở về sau những trận không chiến lớn bên trên Đài Loan. Sau khi hộ tống các tàu tuần dương Canberra (CA-70) và Houston (CL-81) rút lui về đến Ulithi, ngày 16 tháng 10 nó gia nhập một đội đặc nhiệm tàu sân bay nhanh bao gồm Wasp (CV-18). Ngày hôm sau, các đơn vị thủy bộ được Đệ Thất hạm đội hỗ trợ bắt đầu chiến dịch giải phóng quần đảo Philippine.
Pensacola đã hộ tống các tàu sân bay nhanh khi chúng tiến hành không kích xuống Luzon, và trực tiếp hỗ trợ cuộc đổ bộ lên Leyte bắt đầu vào ngày 20 tháng 10. Nó gấp rút tiến lên phía Bắc giúp tiêu diệt lực lượng tàu sân bay đối phương trong trận chiến mũi Engaño vào ngày 25 tháng 10, rồi đổi hướng về phía Nam khi các tàu sân bay tung máy bay của chúng ra hỗ trợ các tàu sân bay hộ tống trong Trận chiến ngoài khơi Samar.
Pensacola bắn pháo xuống Iwo Jima trong đêm 11–12 tháng 11 rồi quay trở về Ulithi vào ngày 14 tháng 11. Lúc sắp khởi hành để đi đến Saipan vào ngày 20 tháng 11, nó trông thấy một kính tiềm vọng của tàu ngầm ở khoảng cách 1.200 yd (1.100 m) bên mạn phải. Trong khi nó cơ động để tránh xa, tàu khu trục Case (DD-370) đã di chuyển để húc vào tàu ngầm đối phương. Bốn phút sau, nó chứng kiến vụ nổ phá hủy chiếc tàu tiếp dầu Mississinewa (AO-59), nạn nhân của một tàu ngầm bỏ túi Nhật Bản.
Pensacola đi đến Saipan vào ngày 22 tháng 11 chuẩn bị cho cuộc tấn công lên Iwo Jima. Năm ngày sau, nó giúp đẩy lui nhiều đợt tấn công ban đêm của máy bay Nhật. Rời Saipan vào ngày 6 tháng 12, nó dội xuống Iwo Jima 500 quả đạn pháo 8-inch trong ngày 8 tháng 12. Nó còn quay lại Iwo Jima trong các ngày 24 và 27 tháng 12, tấn công các vị trí pháo binh bố trí về phía Bắc núi Suribachi. Nó còn dội pháo xuống các công sự phòng thủ tại Chichi Jima và Haha Jima cũng như tại Iwo Jima vào các ngày 5 và 24 tháng 1 năm 1945.

### 1945
Tại Ulithi vào ngày 27 tháng 1, Pensacola tham gia một lực lượng đặc nhiệm hỗ trợ hỏa lực dưới quyền chỉ huy của Chuẩn Đô đốc B. J. Rodgers. Sáu thiết giáp hạm, bốn tàu tuần dương cùng các tàu khu trục hộ tống đã lên đường vào ngày 10 tháng 2 đi ngang qua Tinian để hướng đến Iwo Jima.
Ngày 16 tháng 2, Pensacola khai hỏa vào phần Tây Bắc của Iwo Jima chuẩn bị cho cuộc đổ bộ. Trưa hôm đó, Trung úy phi công Douglas W. Gandy điều khiển một trong những thủy phi cơ tuần tiễu chỉ điểm pháo binh của Pensacola đã bắn rơi một máy bay tiêm kích Nhật Bản. Sáng hôm sau, Pensacola bị bắn trúng sáu phát từ các khẩu đội pháo bờ biển đối phương trong khi các khẩu pháo của nó đang hỗ trợ các hoạt động quét mìn gần bờ. Ba sĩ quan cùng 14 thủy thủ đã tử trận, và thêm năm sĩ quan cùng 114 người khác bị thương.
Pensacola bắn trả trong khi rút lui để được sửa chữa tạm thời, rồi nó quay trở lại vị trí chiến đấu tiếp tục nhiệm vụ bắn pháo. Sáng ngày 19 tháng 2, nó bắn pháo quấy rối và phản công để hỗ trợ trực tiếp cho cuộc tấn công đổ bộ. Các khẩu pháo của nó phải làm việc cả ngày và đêm cho đến ngày 1 tháng 3, khi nó làm im tiếng các khẩu đội trên bờ đối phương vốn đã bắn trúng tàu khu trục Terry (DD-513) ở giữa tàu. Sau khi giúp đỡ những người bị thương trên chiếc Terry, nó tiếp tục bắn pháo trực tiếp hỗ trợ cuộc tiến quân trên bờ của Thủy quân Lục chiến vốn kéo dài cho đến ngày 3 tháng 3.
Nó quay về Ulithi vào ngày 5 tháng 3, rồi lại lên đường vào ngày 20 tháng 3 để hỗ trợ việc tấn công và chiếm đóng Okinawa, bước đi cuối cùng trước khi đến chính quốc Nhật Bản. Ngày 25 tháng 3, Pensacola bắn phá các công sự phòng thủ đối phương và hỗ trợ các hoạt động quét mìn nhằm dọn đường cho các cuộc đổ bộ lên Okinawa. Ngày 27 tháng 3, nó trông thấy sóng của một quả ngư lôi bên mạn trái, rồi thêm một quả thứ hai băng nhanh đến từ phía đuôi tàu. Trong khi các xạ thủ pháo 40 mm nổ súng vào các quả ngư lôi, Pensacola ngoặc gấp sang trái rồi sang phải để đi song song với các quả ngư lôi. Quả thứ nhất trượt qua mạn trái cách không đầy 6 m (20 ft), trong khi quả thứ hai cách khoảng 18 m (20 yard) dọc theo mạn trái chiếc tàu tuần dương, trong khi các xạ thủ khai hỏa các vũ khí tự động nhắm vào kính tiềm vọng của một tàu ngầm đối phương.
Pensacola đã bắn pháo hỗ trợ trực tiếp vào giai đoạn mở đầu của cuộc đổ bộ lên Okinawa vào ngày 1 tháng 4 và tiếp tục nả pháo xuống các mục tiêu đối phương cho đến ngày15 tháng 4. Sau đó nó quay trở về nhà ngang qua Guam và Trân Châu Cảng. Nó về đến Mare Island ngày 7 tháng 5 để đại tu. Chiếc tàu tuần dương lại lên đường vào ngày 3 tháng 8 hướng đến Adak thuộc Alaska, và đang ở tại đây khi chiến tranh kết thúc. Vào ngày 31 tháng 8, nó lên đường cùng các đơn vị khác của Hải đội Tuần dương 5 hướng đến Ominato về phía Bắc đảo Honshū của Nhật Bản. Nó thả neo bên ngoài cảng Ominato vào ngày 8 tháng 9.
Pensacola rời Ominato vào ngày 14 tháng 11 để nhận lên tàu 200 cựu chiến binh tại Iwo Jima, rồi ghé qua Trân Châu Cảng trên đường quay trở về San Francisco, California, đến nơi vào ngày 3 tháng 12. Năm ngày sau nó lại lên đường hướng đến cảng Apra thuộc Guam, nơi nó nhận hồi hương gần 700 cựu chiến binh để đưa về San Diego, và đến nơi vào ngày 9 tháng 1 năm 1946.

### Chiến dịch Crossroads

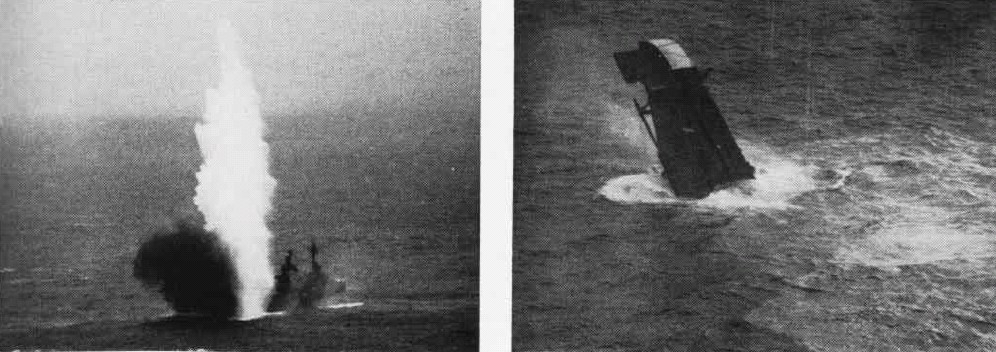
Pensacola bị đánh chìm như một tàu mục tiêu, năm 1948.

Pensacola rời San Pedro vào ngày 29 tháng 4 để gặp gỡ các đơn vị khác của Lực lượng Đặc nhiệm Phối hợp 1 tại Trân Châu Cảng nhằm chuẩn bị cho Chiến dịch Crossroads, cuộc thử nghiệm bom nguyên tử tại đảo san hô Bikini. Nó rời Trân Châu Cảng ngày 20 tháng 5 và đi đến Bikini vào ngày 29 tháng 5 để phục vụ như một tàu mục tiêu. Nó sống sót qua hai cuộc thử nghiệm vào các ngày 1 và 25 tháng 7 năm 1946.
Đến ngày 24 tháng 8 năm 1946, nó được kéo về Kwajalein, nơi nó được cho ngừng hoạt động vào ngày 26 tháng 8 năm 1946. Lườn tàu của nó được chuyển cho sự chăm sóc của Lực lượng Đặc nhiệm Phối hợp 1 để khảo sát độ nhiễm xạ và hư hỏng của cấu trúc. Sau khi hoàn tất các nghiên cứu này, lườn tàu của nó bị đánh chìm vào ngày 10 tháng 11 năm 1948 ngoài khơi bờ biển bang Washington.

## Phần thưởng
Pensacola được tặng thưởng 13 Ngôi sao Chiến trận do thành tích phục vụ trong Chiến tranh Thế giới thứ hai.
| Bronze star |                                                                     |  |
|             | Silver star · Silver star · Bronze star · Bronze star · Bronze star |  |
|             |                                                                     |  |

| Dãi băng Hoạt động Tác chiến            | Dãi băng Hoạt động Tác chiến                                             | Huân chương Phục vụ Phòng vệ Hoa Kỳ với 1 Ngôi sao Chiến trận            | Huân chương Phục vụ Phòng vệ Hoa Kỳ với 1 Ngôi sao Chiến trận |
| Huân chương Chiến dịch Hoa Kỳ           | Huân chương Chiến dịch Châu Á-Thái Bình Dương với 13 Ngôi sao Chiến trận | Huân chương Chiến dịch Châu Á-Thái Bình Dương với 13 Ngôi sao Chiến trận | Huân chương Chiến thắng Thế Chiến II                          |
| Huân chương Phục vụ Chiếm đóng Hải quân | Đơn vị Tuyên dương Tổng thống Philippine                                 | Đơn vị Tuyên dương Tổng thống Philippine                                 | Huân chương Giải phóng Philippine (Philippine)                |